# فرقة المشاة الألمانية السادسة عشر
 تشكلت فرقة المشاة السادسة عشرة في الجيش الألماني في عام 1934. في 26 أغسطس 1939 تم حشد الفرقة لغزو بولندا (1939). شاركت في معركة فرنسا عام 1940. ثم تم تقسيم الفرقة إلى وحدتين مستقلتين: فرقة بانزر السادسة عشرة وفرقة المشاة الآلية السادس عشر. هذه الأخيرة، من عام 1944 فصاعدا، جنبا إلى جنب مع غيرها من العناصر غير 16، كان يعرف باسم فرقة بانزر 116.

## فرق بانزر
خدمت فرقة بانزر السادس عشر كاحتياطي في رومانيا خلال حملة البلقان في عام 1941. ثم شاركت في عملية بارباروسا مع مجموعة الجيوش الجنوبية، أيضًا في عام 1941. وصلت كامبفجروب من فرقة بانزر السادسة عشر، بقيادة الكونت ستراشفيتز، إلى ضواحي ستالينجراد في 23 أغسطس 1942، متجاهلة الدفاعات السوفيتية الوحيدة، والمدافع المضادة للطائرات التي تشغلها العاملات في المصانع  (ربما الفوج 1077 المضاد للطائرات) . تم تطويق شعبة بانزر 16 ودمرت في نهاية المطاف في ستالينجراد خلال شتاء 1942-1943. 
أعيد بناؤها لحملة في الغرب، خاضت في صقلية وجنوب إيطاليا خلال الحملة الإيطالية في عام 1943 وعاد إلى الجبهة الروسية في وقت لاحق من العام. تقيدت بشدة بالقرب من كييف، تم سحبها إلى بولندا لإعادة التأهيل في عام 1944. عادت فرقة بانزر 16 إلى الشرق في عام 1945، حيث استسلمت للسوفييت والأمريكيين في تشيكوسلوفاكيا. 

## الفرق الآلية
شاركت فرقة المشاة الآلية السادسة عشر، الملقبة ويندهوند ("السلوقي") ، في حملة البلقان في عام 1941 مع فرقة بانزر السادسة عشرة (انظر أعلاه). شاركت في عملية بارباروسا مع مجموعة الجيوش الجنوبية في وقت لاحق من العام. لقد تقدمت في منطقة القوقاز بعناصر وصلت إلى مسافة 20 ميلًا من أستراخان في عام 1942 - وهي أكثر نقطة شرقية وصلت إليها أي وحدة ألمانية خلال الحرب.
كما شاركت في معركة ستالينجراد.  شاركت فرقة المشاة الآلية السادسة عشر في عمليات دفاعية بعد تفكك السوفيت أمام القطاع الجنوبي.
في عام 1943، تمت ترقيتها إلى شعبة بانزرجرينادير السادسة عشر. ونقل إلى فرنسا للراحة وتجديد.

## جرائم حرب
تورطت الفرقة في مذبحة سان كليمينتي دي كاسيرتا، كامبانيا، في 4 أكتوبر 1943، عندما أُعدم 25 مدنياً.  

## التنظيم
هيكل الفرقة: 
- مقر
- كتيبة الاستطلاع السادسة عشرة
- فوج المشاة الستين
- فوج المشاة 64
- فوج المشاة 79
- كتيبة الاستبدال الميدانية السادسة عشر
- كتيبة المهندسين السادسة عشرة
- فوج المدفعية السادس عشر
- الكتيبة السادسة عشر المضادة للدبابات
- كتيبة الإشارة السادسة عشر
- مجموعة التموين السادسة عشر

## ضباط القيادة
- الجنرال غوتهارد هاينريشي
- الجنرال هاينريش كرامب، 1 فبراير 1940
- الجنرال هانز فالنتين هوب، 1 يونيو 1940
- الجنرال فريدريش فيلهلم فون تشابويس، 1 نوفمبر 1940
- الجنرال سيجفريد هنريسي
- الجنرال يوهانس ستريتش
- الجنرال سيجفريد هنري، نوفمبر 1941
- الجنرال جيرهارد فون شفيرين، 13 نوفمبر 1942
- الجنرال فيلهلم كريسولي، 20 مايو 1943